# 존 414
존 414(ZONE 414)는 미국에서 제작된 앤드류 베어드 감독의 2021년 SF, 스릴러 영화이다. 가이 피어스 등이 주연으로 출연하였다.

## 출연

### 주연
- 가이 피어스
- 마틸다 안나 잉그리드 루츠
- 조나단 아리스
- 트래비스 핌멜